# Weserbrücke (Lüchtringen)
Die Weserbrücke in Lüchtringen verbindet den Stadtteil Lüchtringen mit der Kernstadt von Höxter und in der Verlängerung der Kreisstraße 46 zur Bundesstraße 64/Bundesstraße 83.

## Geschichte

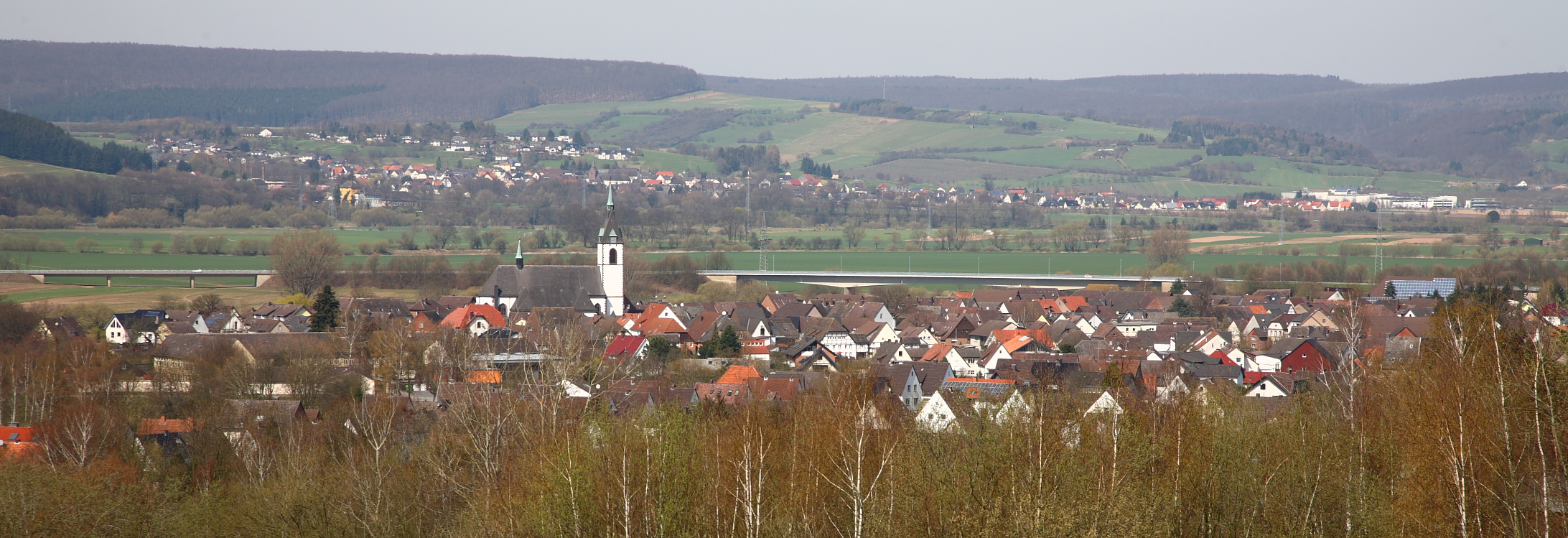
Im Hintergrund die Weserbrücke und die Flutbrücke (links)

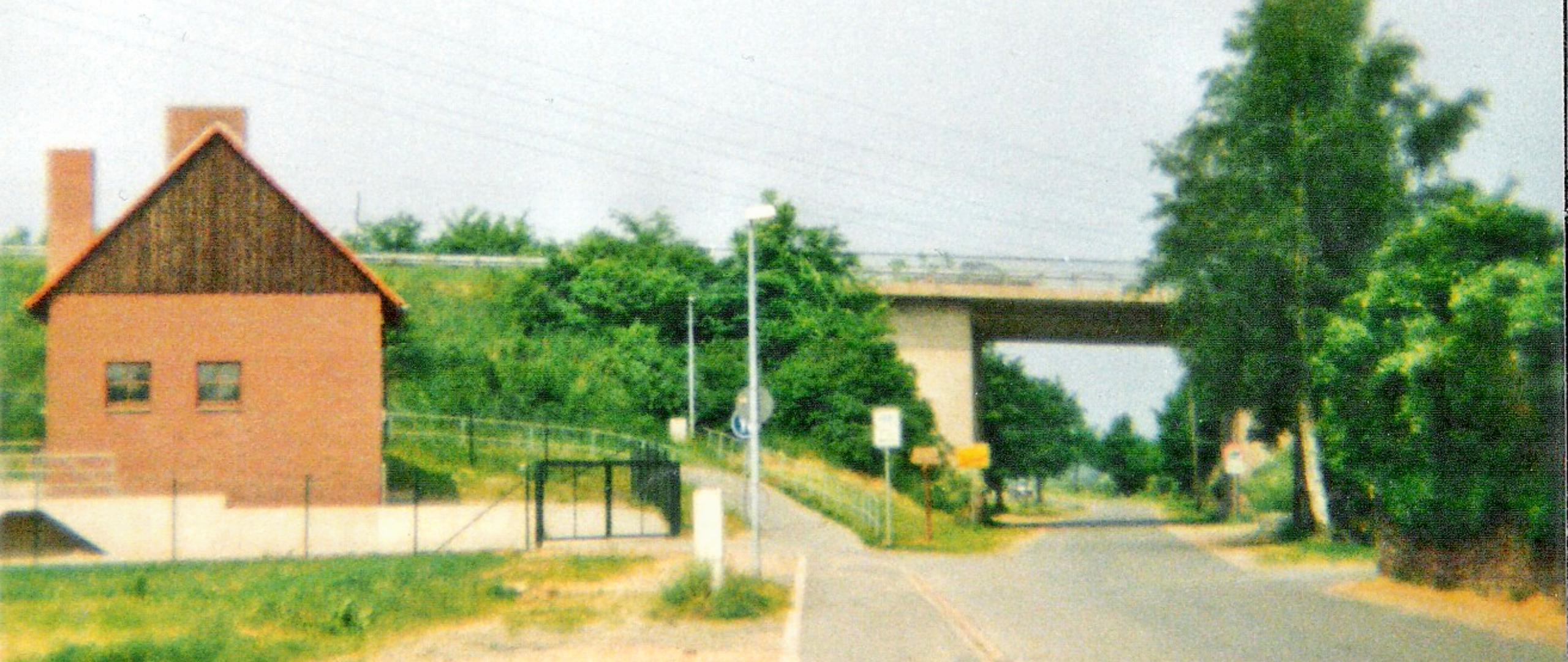
Kleines Brückenteil über die Lange Straße

Im Rahmen der Vorverhandlungen zum Gebietsänderungsvertrag vom 19. Dezember 1968, wonach die damalige Gemeinde Lüchtringen mit der Stadt Höxter zusammengeschlossen wurde, verlangte die Gemeinde eine bessere Straßenanbindung der Ortschaft an das überörtliche Straßennetz. Das Tiefbauamt des Kreises Höxter unter der Leitung von Oberbaurat Hans Mussenbrock wurde mit der Untersuchung und Planung beauftragt und schlug als Lösung vor, eine neue Weserbrücke als Ersatz für die nicht mehr zeitgemäße Lüchtringer Weserfähre zu bauen. Ziel war es hierbei, nicht nur die Ortschaft Lüchtringen an das Fernstraßennetz anzubinden, sondern zugleich eine direkte und kürzere Verbindung zwischen den benachbarten Kreisstädten Höxter und Holzminden zu schaffen. Eine hochwasserfreie Verbindung durch das breite Wesertal kam jedoch aus Kostengründen für den damaligen Landkreis Höxter nicht in Betracht, sodass neben der Weserbrücke und einer Brücke im Bereich einer Flutmulde auch eine Teilstrecke der Straße als Überflutungsstrecke bei höchstem Hochwasser für wenige Tage im Jahr eingeplant werden musste. Diese Einschränkung galt allen Beteiligten als hinnehmbar, zumal eine der unmittelbar benachbarten Straßenbrücken als hochwasserfrei galt.
Am 14. Oktober 1969 begannen die Planungen und die Einleitung des Planfeststellungsverfahren im Dezember 1971. Der Planfeststellungsbeschluss erfolgte am 13. September 1973 und wurde am 18. Oktober 1973 rechtskräftig.
Der erste Spatenstich erfolgte am 9. November 1973 durch Landrat Alex Brunnberg. Parallel dazu erfolgte auch der Neubau der Kreisstraße 3364 (heute K 46) sowie der Flutbrücke und zwei kleinerer Brücken. Die Baukosten wurden nach dem Gemeindefinanzierungsgesetz gefördert und betrugen 11 Millionen DM. Diese wurden zu 60 Prozent vom Bund, zu 25 Prozent vom Land Nordrhein-Westfalen und zu 15 Prozent vom Kreis Höxter (1816–1974) bzw. nach der Kreisreform ab 1975 vom neuen Kreis Höxter getragen.
Die Lüchtringer Brücke wurde am 15. Dezember 1977 für den öffentlichen Verkehr freigegeben. Am 18. Dezember 1977 wurde der Fährbetrieb (Wagenfähre) in Lüchtringen eingestellt. Letzter Fährmann war Fritz Krekeler.
In den 1980er Jahren wurde die Brücke während des Kalten Krieges aufgrund ihrer militärischen Lastenklasse oft in Militärmanövern einbezogen. Sie erhielt die damals höchste Brückenklasse mit 60/30, d. h. neben gleichmäßig verteilten Flächenlasten war auf der Hauptspur ein Schwerlastwagen von 60 t Gesamtlast (SLW 60) und auf der Nebenspur einer von 30 t Gesamtlast möglich.
Im November 2012 gab das Kreisbauamt bekannt, dass in 24 Stunden rund 7300 Fahrzeuge auf der Strecke unterwegs seien und die Kreisstraße 46 damit als stark befahren gelte. Für die Weserbrücke wie auch für die Flutbrücke bestehe erheblichen Sanierungsbedarf, aufgrund von Rissbildungen, Rost an den Schutzplanken und tiefen Spurrinnen in der Fahrbahndecke. Der Sanierungsbedarf wird auf eine Million Euro beziffert und mit den Arbeiten soll 2013 begonnen werden. Zur Vermeidung von Unfällen wegen Aquaplaning musste die Geschwindigkeit über die Brücke von 100 km/h auf 70 km/h gesenkt werden. Die Sanierung wurde 2015 abgeschlossen.

## Lage
Die Weserbrücke von Lüchtringen verbindet als Kreisstraße 46 (ehemals Kreisstraße 3346) den nordöstlichen Stadtteil mit der Innenstadt von Höxter und führt weiter bis in den Südteil der niedersächsischen Kreisstadt Holzminden. Von der Brücke aus führt in der Verlängerung der Kreisstraße eine Abzweigung südwärts zum UNESCO-Weltkulturerbe Schloss Corvey und weiter unterhalb des Räuschenbergs zur Bundesstraße 64. Nach Lüchtringen führt eine Einmündung und in nördlicher Richtung führt die Strecke in das kleine Gewerbegebiet von Lüchtringen und in das Gewerbegebiet von Holzminden-Süd.
Entlang der Weser und unterhalb der Brücke führt auch der Weserradweg.

## Beschreibung
Erstmals in Deutschland wurde für die Fertigstellung ein neues Verfahren angewandt. Danach wurden parallel zum Flussverlauf die beiden rund 3000 Tonnen schweren, 80 m langen und 14 m breiten Spannbetonträger errichtet und in mehreren Stunden über ein Drehlager um 90° über die Weser gedreht und Lücken zwischen Widerlager und Überbau wurden ausbetoniert. Durch dieses Verfahren musste kein Lehrgerüst aufgebaut werden, das auch die Weserschifffahrt behindert hätte.
Die Spannbetonbrücke verbindet die rechte Uferseite der Weser und das linke Ufervorland beziehungsweise die landwirtschaftlichen Flächen bei Corvey. Sie ist 180 m lang und 14 m breit. Die Spannweite beträgt 87 m.
Daneben gibt es in der Verlängerung als weiteren Brückenteil die Weser-Flutmulde (Flutbrücke) mit einer Länge von 90 m sowie eine kleine Brücke über die Lange Straße in Lüchtringen von 9 m nahe dem 1991 errichteten Pumpwerk.